# Daniel Aceves
Daniel Aceves Villagrán (Città del Messico, 8 novembre 1964) è un ex lottatore messicano, specializzato nella lotta greco-romana.

## Palmarès

### Olimpiadi
- 1 medaglia:
  - 1 argento (Los Angeles 1984 nei pesi mosca)